# Skalica (Schlesische Beskiden)
Die Skalica ist ein Berg in Polen. Er liegt auf den Gemeindegebieten von Ustroń. Mit einer Höhe von 487 m ist er einer der höheren Berge im Równica-Kamm der Schlesischen Beskiden. Auf seinen Hängen befindet sich ein alter Sandsteinbruch.

## Tourismus
- Auf den Gipfel führen keine markierten Wanderwege.